# Шимановськ
Шимано́вськ (рос. Шимановск) — місто (з 1950) в Амурській області, Російська Федерація. За 4 км від міста розташований аеропорт «Шимановськ».

## Населення міста
| Рік  | Населення |
| ---- | --------- |
| 1939 | 13,5      |
| 1959 | 17,9      |
| 1970 | 16,9      |
| 1989 | 26,3      |
| 2002 | 22,3      |
| 2009 | 21,8      |